# Kofeljoch
Das Kofeljoch (italienisch Passo di Eores oder Rodella), auch Halsl genannt, ist ein 1866 m hoher Gebirgspass in den Südtiroler Dolomiten (Italien). Das Kofeljoch ist ein Übergang vom Aferer Tal ins Lüsner Tal und liegt somit an der Wasserscheide zwischen Sade und Lasanke. Nordseitig erhebt sich die Plose. Gegen Süden steigen die im Naturpark Puez-Geisler unter Schutz gestellten Hänge zu den Aferer Geislern an. Administrativ befindet es sich an der Gemeindegrenze zwischen Brixen und Villnöß.
Für den Kraftverkehr erschlossen wird es durch die Landesstraße 29, die eine Verbindung vom Eisacktal im Westen zum Gadertal im Osten herstellt. Eine weitere Zufahrtsmöglichkeit ergibt sich aus südwestlicher Richtung über das Villnößtal: Die von dort kommende Landesstraße 163 wechselt am Russiskreuz über die Wasserscheide ins obere Aferer Tal und mündet unterhalb des Kofeljochs in die Landesstraße 29.
Das Kofeljoch bzw. Halsl ist ein namentlich relativ unbekannter Gebirgspass. Dies hängt damit zusammen, dass sich knapp drei Kilometer östlich das Würzjoch befindet, das einen Übergang vom Lüsner ins Untermoital vermittelt. Da die Passstraße beide Joche in dichter Folge hintereinander überwindet, ist das mit 1982 m etwas höhere Würzjoch wesentlich prominenter.